# Themone pulcherrima
Espèce
Themone pulcherrima est une espèce d'insectes lépidoptères de la famille des Riodinidae et de la sous-famille des Riodininae.

## Taxonomie
Themone pulcherrima a été décrit par Gottlieb Herrich-Schäffer en 1853.

## Description
Themone pulcherrima est un papillon au dessus noir suffusé de cuivre avec une ornementation de taches blanches en bande séparant partiellement l'apex du reste de l'aile antérieure. Les ailes postérieures n'ont que de rares taches blanches.
Le revers est noir barré de jaune, avec l'aire basale noire, la large bande jaune puis le reste de l'aile noir avec la même bande de taches blanches que sur le dessus, présente aussi aux ailes postérieures.

## Écologie et distribution
Themone pulcherrima est présent au Surinam.

### Protection
Pas de statut de protection particulier.